# Les Popples (série télévisée d'animation)
Pour la série animée de 2015, voir Popples (série télévisée, 2015).
Les Popples (Popples) est une série télévisée d'animation franco-américano-japonaise en 23 épisodes de 24 minutes, créée par Jean Chalopin.
En France, elle a été diffusée à partir du 8 septembre 1986 sur TF1 dans l'émission La Vie des Botes, et au Québec à partir du 13 septembre 1986 à Télévision Quatre-Saisons puis rediffusée à partir du 6 mars 1989 sur Canal Famille.
La série a fait l'objet d'un remake en 2015 : Popples.

## Synopsis
Destinée aux jeunes enfants, cette série met en scène les Popples, créatures magiques, poilues et colorées, qui vivent cachées dans la maison de Billy et Bonnie, seuls enfants ayant connaissance de leur existence. Les adultes ne doivent rien savoir sur les Popples car c'est un secret. À aucun moment on ne voit le visage des adultes.

## Personnages

### Humains
- Billy et Bonnie Wagner : les enfants
- Ellen et Danny Wagner : les parents
- Mike et Penny : les jeunes voisins

### Les Popples de Billy et Bonnie
- Pretty Cool : un Popple bleu
- Party : une Popple rose clair
- Pancake : un Popple magenta
- Puzzle : un Popple orange
- Prize : une Popple rose foncé
- Puffball : un Popple blanc
- Putter : un Popple vert
- Potato Chip : un Popple jaune
- Pretty Bit : un Popple mauve

### Les Popples de Mike et Penny
- Punkster : un rock star Popple bleu
- Punkity : une rock star Popple magenta
- Bibsy : un bambin Popple blanc
- Cribsy : un bambin Popple rose
- Pufflings : des minis Popples

### Les Popples sportifs
- Big Kick : un Popple footballer
- Cuester : un Popple billard
- Dunker : un Popple basketteur
- Net Set : un Popple tennisman
- Pitcher : un Popple baseballeur
- T.D. (Touchdown) : un Popple footballer américain

## Fiche technique
- Titre français : Les Popples
- Titre anglais Popples
- Création : Jean Chalopin
- Réalisation : Masakazu Higuchi, Jim Simon, Osamu Inoue, Katsumi Takasuga, Bruno Bianchi, Bernard Deyriès
- Scénario : Bob Logan…
- Musique : Shuki Levy, Haim Saban
- Production : Andy Heyward, Tetsuo Katayama, Jean Chalopin ; Ken Duer, Sangbum Kim, Yolanda Gorick (associés)
- Sociétés de production : DIC Entertainment
- Sociétés de distribution : France 2 (France), LBS Communications (États-Unis)
- Pays d'origine :  États-Unis /  France /  Japon
- Format : couleur — 35 mm — 1,33:1 — son stéréo
- Genre : animation
- Nombre d'épisodes : 23 (2 saisons)
- Durée : 24 minutes
- Dates de première diffusion :
  - France : 8 septembre 1986
  - États-Unis : 13 septembre 1986 en syndication

## Distribution (voix)

### Voix françaises
- Jackie Berger : Billy
- Séverine Morisot : Bonnie
- Odile Schmitt : PC / Pretty Cool
- Amélie Morin : Party
- Laurent Peters puis Gilles Tamiz : Puzzle
- Marie Martine : Puffball, Potato Chips
- Joëlle Guigui puis Marie-Laure Beneston : Putter

### Voix anglaises
- Barbara Redpath : Bonnie (saison 1)
- Noam Zylberman : Billy (saison 1)
- Valri Bromfield : Bonnie (saison 2) / Billy (saison 2) / Mike (saison 2)
- Diane Fabian : Mom (saison 1)
- Jeannie Elias : Penny (saison 2)
- Louise Vallance : Party / Prize / Puffball / Punkity
- Hadley Kay : PC (saison 1)
- Danny Mann : PC (saison 2)
- Pauline Rennie : Pancake (saison 1)
- Sharon Noble : Pancake (saison 2)
- Dan Hennessey : Puzzle (saison 1)
- Maurice LaMarche : Puzzle (saison 2)
- Linda Sorenson : Pretty Bit (saison 1)
- Len Carlson : Putter (saison 1)
- Danny Mann : Putter (saison 2) / Punkster (saison 2)
- Jazmin Lausanne : Potato Chip (saison 1)
- Donna Christie : Potato Chip (saison 2)

## Épisodes

### Première saison (1986)
1. Panique à la bibliothèque / Un petit déjeuner mouvementé (Popple Panic at the Library / Cookin' Up a Storm)
2. Chez le dentiste / À la plage (Molars and Biscuspids, and Popples / Treasure of Popple Beach)
3. L'Arroseur arrosé / Jardinage (Poppin' at the Car Wash / Springtime's a Poppin)
4. Cadeau d'anniversaire / La Lessive (Popples Play Pee Wee Golf / Popples Flood the Fluff-N-Fold)
5. Le Ménage / Leçon de patin à roulettes (Clean Sweep of Things / Poppin' Wheelies)
6. L'Anniversaire de Bonnie / Au supermarché (Bonnie's Popple Part / Aisles of Trouble)
7. Peintres de génie / Toilette du soir (Popples Paint Party / Pop-Paring for Bed)
8. Jeux olympiques / Ping-Pong (Poppolympics / Sports Shop Pop)
9. Éboueurs / Chez le coiffeur (Taking Out the Trash / A Hair-Raising Experience)
10. Aviateurs incontrôlables / Invité surprise (Pop Goes the Radio / Poppin' Pillow Talk)
11. Le Bowling / La Victoire (Popples' Alley / Where the Pop Flies)
12. Le Camping / Popples au cinéma (Backyard Adventure / Poppin at the Drive-In)
13. À Hollywood / Le Cirque à la maison (Hurray for Hollywood / Backyard Bigtop)

### Deuxième saison (1987)
1. Les Nouveaux Popples / À la Poste (Moving Day / Popple Post Office)
2. La Visite guidée / La Grande Parade (Popplin' Around the Block / The Popple Fashion Parade)
3. La Maison dans les arbres / Au musée (Tree House Capers / Museum Peace)
4. Parc d'attractions / Les Gourmands réparateurs (Funhouse Folly / The Jellybean Jamboree)
5. Le Train des Popples / L'École (Cuckoo Choo Choo / The College Of Popple Knowledge)
6. Les Popples font du cinéma / À la ferme (No Bizness Like Popple Bizness / Barn Hoopla)
7. Les Vendeurs de limonade / Les Instruments de musique (Lemonade Stand-Off / Rock Around the Popples)
8. Les Nouveaux Jouets / La Poupée de Bonnie (Fixer-Upper Popples / The Repair Shop)
9. Les Popples détectives / Les Popples au zoo (Private Eye Popples / Poppin at the Zoo)
10. Les Supporters sportifs / Les Victoires (Popple Cheer / Decath-A-Pop-A-Lon Popples)

## Produits dérivés

### DVD
- Les Popples - Coffret 1 (2 avril 2007) (ASIN B000F8O0MG)

### Peluches
Les Popples sont des peluches que l'on roule afin de les ranger dans une poche placée dans leur dos.

### Téléfilm
En 1986, un téléfilm live qui relate le sauvetage des Popples par Bonnie et  Billy après que leur parent les aient accidentellement envoyés aux bonnes œuvres.